# علا ابتکار
علا ابتکار (انگلیسی: Ala Ebtekar؛ زادهٔ ۲۱ ژوئیهٔ ۱۹۷۸) هنرمند ایرانی‌تبار، اهل ایالات متحده آمریکا است.

## تحصیلات
ابتکار پس از فراگیری نقاشی سنتی در ایران نزد محمد فراهانی، تحصیلات رسمی خود را در رشته هنرهای زیبا ادامه داد. در سال 2002 مدرک بی.اف.ای را دریافت کرد. مدرک تحصیلی از موسسه هنر سانفرانسیسکو و به دنبال آن مدرک ام.اف.ای از دانشگاه استنفورد در سال 2006 را نیز دریاف کرد. او از سال 2007 تا 2008 به عنوان استاد مدعو در دپارتمان هنر در دانشگاه کالیفرنیا در برکلی خدمت کرد و از سال 2009 به عنوان استاد مدعو در گروه هنر و تاریخ هنر در دانشگاه استنفورد فعالیت کرده است.